# Iceni
 (octobre 2022).
La mise en forme du texte ne suit pas les recommandations de Wikipédia : il faut le « wikifier ».
Les points d'amélioration suivants sont les cas les plus fréquents. Le détail des points à revoir est peut-être précisé sur la page de discussion.
- Les titres sont pré-formatés par le logiciel. Ils ne sont ni en capitales, ni en gras.
- Le texte ne doit pas être écrit en capitales (les noms de famille non plus), ni en gras, ni en italique, ni en « petit »…
- Le gras n'est utilisé que pour surligner le titre de l'article dans l'introduction, une seule fois.
- L'italique est rarement utilisé : mots en langue étrangère, titres d'œuvres, noms de bateaux, etc.
- Les citations ne sont pas en italique mais en corps de texte normal. Elles sont entourées par des guillemets français : « et ».
- Les listes à puces sont à éviter, des paragraphes rédigés étant largement préférés. Les tableaux sont à réserver à la présentation de données structurées (résultats, etc.).
- Les appels de note de bas de page (petits chiffres en exposant, introduits par l'outil «  Source ») sont à placer entre la fin de phrase et le point final[comme ça].
- Les liens internes (vers d'autres articles de Wikipédia) sont à choisir avec parcimonie. Créez des liens vers des articles approfondissant le sujet. Les termes génériques sans rapport avec le sujet sont à éviter, ainsi que les répétitions de liens vers un même terme.
- Les liens externes sont à placer uniquement dans une section « Liens externes », à la fin de l'article. Ces liens sont à choisir avec parcimonie suivant les règles définies. Si un lien sert de source à l'article, son insertion dans le texte est à faire par les notes de bas de page.
- La présentation des références doit suivre les conventions bibliographiques. Il est recommandé d'utiliser les modèles {{Ouvrage}}, {{Chapitre}}, {{Article}}, {{Lien web}} et/ou {{Bibliographie}}. Le mode d'édition visuel peut mettre en forme automatiquement les références.
- Insérer une infobox (cadre d'informations à droite) n'est pas obligatoire pour parachever la mise en page.

Pour une aide détaillée, merci de consulter Aide:Wikification.
Si vous pensez que ces points ont été résolus, vous pouvez retirer ce bandeau et améliorer la mise en forme d'un autre article.

Les peuples celtes du sud de l'Angleterre.

Les Iceni ou Icènes étaient un peuple brittonique présent dans la région qui est aujourd’hui le Norfolk et le Suffolk au nord-est de la Grande-Bretagne, entre le Ier siècle av. J.-C. et le Ier siècle apr. J.-C.

## Étymologie
La signification du nom Iceni (latin : Icēnī) est incertaine.
Dans son traité de 1658 Hydriotaphia, or Urn Burials, le polymathe anglais Thomas Browne affirme que les Iceni ont obtenu leur nom de l'Iken, l'ancien nom de la rivière Ouse, d'où les Iceni seraient originaires. Robert Henry (1771) fait référence à une dénomination suggérée à partir du mot brittonique ychen signifiant bœuf. Ych (s.) et Ychen (pl.) sont encore utilisés dans le gallois moderne{.
Les pièces de monnaie icéniennes datant du Ier siècle après J.-C. utilisent l'orthographe ECEN: un autre article de D. F. Allen intitulé « The Coins of the Iceni » traite de la différence entre les pièces portant l'inscription ECE et celles portant l'inscription ECEN. Selon Allen, cette différence permet aux archéologues et aux historiens de savoir quand Prasutagos a commencé son règne, car les pièces n'ont commencé à porter le nom de la tribu qu'aux alentours de 47 apr. J.-C. Allen suggère que lorsqu' Antedios était roi des Icénis, les pièces ne portaient pas encore le nom de la tribu mais celui de son dirigeant, déclarant : « Si tel est le cas, les pièces suggèrent que l'ère de Prasutagus n'a commencé qu'après les événements de 47 » (Allen 16).
Le mot « ECHEN » en gallois, tel qu'il est donné par le dictionnaire étymologique d'Owen Pughe de 1832, issu de la langue maternelle de la Grande-Bretagne à cette époque, signifie origine ou source ; une tribu ou une nation. Le dictionnaire actuel de la langue galloise définit « Echen » comme signifiant « stock, lignée, famille, tribu, source, origine, nature ».

## Domination romaine
À la suite de l'expédition de Claude dans l'île en 43 apr. J.-C., le roi des Icènes Antedios fait alliance avec les Romains, s'assurant de cette façon que son pays serait épargné.
Sous l'Empire romain, leur ville principale ou civitas était Venta Icenorum (non loin de Caistor St Edmund de nos jours, dans le Norfolk).

À l'époque de la conquête romaine, leur chef, Prasutagus, se fait leur allié. L'empereur Claude le laissa comme roi. À sa mort, le royaume devait revenir à l'empereur. Boadicée, la femme de Prasutagus, et ses filles furent violées par des officiers romains, ce qui provoqua une révolte en 61.
La bataille de Watling Street provoque la mort de plus de 80 000 Celtes brittoniques coalisés contre l'armée romaine ; cette défaite, qui voit la mort de la Reine Boadicée, entraîne des représailles contre les peuples brittoniques, dont les Icènes, ce qui entraînera la quasi-disparition des ethnies brittoniques. Certains historiens n'hésitent pas à parler de « purification ethnique » ou de « génocide », un terme qui semble plus approprié, pour asseoir la puissance de Rome de l'empereur Néron sur le sud de l’île de Grande-Bretagne. La résistance et la répression entraîneront aussi des famines, toutes aussi ravageuses en vies humaines.